# جون بورتون
جون بورتون (بالإنجليزية: John Burton)‏ (31 يوليو 1885 في المملكة المتحدة - 22 أبريل 1938 بدربي في المملكة المتحدة) هو لاعب كرة قدم بريطاني (وحمل سابقاً جنسية المملكة المتحدة لبريطانيا العظمى وأيرلندا) في مركز الهجوم. لعب مع برمنغهام سيتي وبلاكبيرن روفرز وكارديف سيتي ونادي ساوثيند يونايتد ووست هام يونايتد ونادي نيلسون.